# Dame de Ro
Déspina Achladiótou (en grec moderne : Δέσποινα Αχλαδιώτου), plus connue en tant que Dame de Ro (en Κυρά της Ρω / Kyrá tis Ro ; 1893 ou 1898 - 1982) est une figure héroïque grecque de la résistance en Grèce pendant la Seconde Guerre mondiale. Pendant 40 ans, de 1943 à sa mort, elle a hissé le drapeau grec sur l'îlot de Ro, chaque matin, et l'a abaissé au coucher du soleil. Elle s'était installée à Ro avec son mari et sa mère aveugle depuis 1924.

## Histoire
Déspina Achladiótou naît en 1893 ou en 1898 sur l'île de Kastellórizo. En 1927, avec son mari Kóstas Achladióti et sa mère âgée, elle s'installe sur l'îlot de Ro. La famille y vit avec quelques animaux et en cultivant un petit jardin. Chaque jour, face à la Turquie, à portée de vue, elle hisse le drapeau grec et le descend au coucher du soleil, quel que soit le temps. Elle le fait, y compris lors de l'occupation italienne de l'île et jusqu'à sa mort en 1982, à l'âge de 89 ans.
Après la mort de son compagnon, elle s'installe avec sa vieille mère à Ro, où elle passe les années d'occupation italienne. Elle n'a jamais quitté l'île, même lorsque Kastellórizo, bombardée par les Britanniques lors de la capitulation de l'Italie en 1943, a été presque désertée par ses habitants, dont la plupart sont contraints de prendre la route des réfugiés. Après la fin de la Seconde Guerre mondiale, le Dodécanèse et avec lui Kastellórizoet toutes les îles et îlots adjacents, conformément au traité de Paris du 10 février 1947, sont cédés à la Grèce.
Les aventures de la dame de Ro ne se sont pas terminées avec la libération. En août 1975, le journaliste turc Omar Kasar et deux autres personnes, observant Ro et profitant de l'absence de Déspina Achladiótou pendant quelques jours pour des raisons de santé, y débarquent et placent leur drapeau sur un mât de quatre mètres. La dame de Ro l'abaisse immédiatement à son retour. Le 1er septembre 1975, le navire anti-sous-marin G. Pezópoulos est alors envoyé sur place pour soutenir la dame de Ro[réf. nécessaire]. 
Déspina Achladiótou a été récompensée par l'Académie d'Athènes (1975), la marine de guerre hellénique, le Parlement grec, la municipalité de Rhodes, la Banque nationale de Grèce et d'autres institutions. Le ministère de la défense nationale a envoyé une escorte navale et une délégation de l'état-major à Kastellórizo, le 23 novembre 1975, pour la remise de la croix de guerre grecque (1941-1944) pour « les services nationaux rendus », comme le stipule la décision du ministre de la défense.
Elle meurt à l'âge de 89 ans, dans un hôpital de Rhodes, le 13 mai 1982. Ses funérailles sont organisées aux frais de l'État à Kastellórizo, en présence du vice-ministre de la Défense de l'époque, Antónis Drosogiánnis (el), son corps est transféré à Ro et enterré sous le mât où elle hissait les couleurs.

## Dans la culture
Une pièce de théâtre inspirée de sa vie est créée par Fotiní Baxeváni (el).